# Мисионер (Църква на Исус Христос на светиите от последните дни)
Мисионер от Църквата на Исус Христос на светиите от последните дни е мормон обикновено между 19 и 22 години, който доброволно дава 2 години на пълновременна служба заради вярата си в истинността на Църквата на Исус Христос на светиите от последните дни. В мормонските семейства около 30 %, а сред активните мормонски семейства около 80-90 % от младежите служат като мисионери. Момчетата на възраст между 19 и 25 години служат по 2 години, а момичетата на възраст между 21 и 25 по 18 месеца.
По-възрастните хора и мисионерските двойки обикновено служат от 1 до 3 години като мисионери – това са главно съпружески двойки в пенсионна възраст, църквата обикновено не допуска до мисионерстване съпружески двойки с все още непълнолетни деца. Над 80 % от мормонските мисионери са младежи.
Мисионери има в почти всяка държава по света, техният общ брой постоящем е около 55 хиляди.
Главните изисквания към мисионерите са:
- Активно участие в дейността на енориата (клона) си,
- Редовно плащане на десятъка,
- Спазване на Слото на мъдростта: въздържане от тютюн, алкохол, кафе и чай,
- Спазване на Закона за целомъдрието: въздържане от предбрачен и извънбрачен секс, въдържане на мастурбация, въздържане от порнография.

Преди заминаването си на мисия, мисионерите прекарват кратък подготвителен курс в някой от мисионерските институти (най-големият такъв институт се намира в гр. Прово, Юта, САЩ), където мисионерите получават освен доктринално обучение и езикова подготовка, в случай че ще служат на място, чийто език не владеят.
Мисионерите живеят на собствените разноски и не получават заплата: младите мисионери заплащат по 400 американски долара на месец на църквата по време на мисионерството си, срещу тази сума получават пълна издръжка от съответната си мисия включително жилище, храна и дрехи, докато по-възрастните мисионери се издържат сами. Председателят на църквата определя мястото на служението. В повечето страни съществува обичай местните мормони да канят редувайки се всеки ден на обяд и вечеря мисионерите, с цел намаляване на разходите на мисията. Тази практика обаче не се поощрява от църковното ръководство в държави с нисък стандарт на живота.
Младите мисионери се придържат към изключително строги правила, включително и начинът на обличане е строго определен. Мисионерите са задължени да се занимават със своите задачи 6 дни в седмицата по строго определено разписание. Един ден в седмицата е свободен (обикновено това е понеделник): през този ден те имат право да се занимават със спорт, пазаруване, поддържане на връзки с роднини. Напускането на града, където служат, става само с разрешение на председателя на мисията. Мисионерите винаги живеят и работят по двойки от един и същи пол, като съставът на двойките се определя от председателя на мисията и се сменя на по няколко месеца. Мисионерите нямат право сами да мисионерстват или да контактуват с външни хора или дори с местни мормони: това става винаги по двойки. Също така се избягва контакта между мисионерски двойки от един пол и интересуващо се лице от обратния пол – в такъв случай председателят на мисията назначава към интересуващото се лице мисионер от същия пол.
Начинът на контактуване на мисионерите с интересуващите се немормони става също по строго определен начин: мисионерите изнасят няколко лекции със строго определено съдържание.